# 사파 경기장
사파 경기장(아랍어: ملعب نادي الصفاء الرياضي, 영어: Safa Stadium)은 레바논 베이루트에 있는 다목적 경기장이다. 현재는 주로 사파 SC의 홈구장으로 사용된다.